# Alberto Barbera
Alberto Barbera (Biella, 20 febbraio 1950) è un critico cinematografico italiano.

## Biografia
Alla fine degli anni settanta inizia a collaborare con l'Aiace (Associazione italiana amici cinema d'essai) di Torino di cui ricopre la carica di presidente dal 1977 al 1989. Dal 1980 al 1983 è titolare della rubrica di critica cinematografica del quotidiano la Gazzetta del popolo. Nel 1982 inizia una lunga collaborazione con il Festival internazionale cinema giovani (ora Torino film festival), di cui diviene segretario generale, componente del comitato di selezione (dal 1984 al 1988) e direttore a partire dal 1989, un ruolo che riveste fino al 1998, quando viene chiamato a dirigere la Mostra internazionale d'arte cinematografica di Venezia, subentrando al direttore dimissionario Felice Laudadio.
Per quanto valutata positivamente dalla maggior parte della stampa specializzata e dagli operatori del settore, la direzione di Barbera della Mostra di Venezia non riscuote il gradimento del ministro dei Beni Culturali Giuliano Urbani, che impone l'allontanamento anticipato del direttore nel 2002.  Gli succede a capo della Mostra lo svizzero Moritz de Hadeln, per poi essere rimpiazzato, due anni dopo, dal produttore Marco Müller.
Dall'autunno 2002 Barbera è co-direttore di RING!, festival della critica cinematografica che si svolge ad Alessandria. Nel 2004 ha assunto l'incarico di direttore del Museo nazionale del cinema di Torino. Nel 2010 ha fatto parte della giuria del concorso del Festival di Cannes. Alla fine del 2011 viene nominato nuovamente direttore artistico della Mostra internazionale d'arte cinematografica di Venezia, subentrando a Marco Müller. Nel 2024 recita un cameo in Call My Agent - Italia su Sky.